# عبد الله الجوعان
عبد الله حمد الجوعان إقتصادي كويتي، شغل منصب وزير التجارة والصناعة منذ 17 يناير 2024 وحتي 12 مايو 2024 . 

## عن حياته
شغل سابقاً منصب رئيس الصندوق الوطني لرعاية وتنمية المشروعات الصغيرة والمتوسطة ، كما شغل سابقاً منصب نائب المدير العام لشركة الجوعان للاستثمارات ، وعيُن سابقاً مديراً شريكاً للشؤون المالية والعمليات لشركة مجموعة جوستو للخدمات الغذائية ، وكان سابقاً عضواً في لجنة الدائنين لشركة البحرين الأولى للتطوير العقاري.

## العمل الوزراي
في 17 يناير 2024 صدر مرسومٌ أميري بتشكيل الحكومة حيث عُين وزيراً للتجارة والصناعة.